# Gunung Panas
Gunung Panas är en kulle i Indonesien.   Den ligger i provinsen Aceh, i den västra delen av landet, 1 700 km nordväst om huvudstaden Jakarta. Toppen på Gunung Panas är 79 meter över havet.
Terrängen runt Gunung Panas är kuperad söderut, men norrut är den platt. Trakten runt Gunung Panas är nära nog obefolkad, med mindre än två invånare per kvadratkilometer. I omgivningarna runt Gunung Panas växer i huvudsak städsegrön lövskog.